# یوبلانگ
یوبلانگ (به انگلیسی: Euabalong) یک شهرک در استرالیا است که در نیو ساوت ولز واقع شده‌است.